# Sonia Boyce
Sonia Dawn Boyce MBE RA (1962) é uma artista britânica de origem afro-caribenha que atualmente vive e trabalha em Londres. Ela é professora na Middlesex University e professora de Arte e Desenho Negros na Universidade das Artes de Londres. As pesquisas de Boyce trabalham com a visão de arte como prática social e com os debates críticos e contextuais que surgem a partir desta área de estudo. Com ênfase em obras colaborativas, Boyce trabalha ao lado de outros artistas desde 1990, frequentemente envolvendo improvisação e ações performáticas espontâneas nas suas colaborações. As obras de Boyce se utilizam de variados meios, como desenho, gravura, fotografia, vídeo e som, com uma arte que explora os interstícios entre som e memória, as dinâmicas do espaço e a incorporação do espectador à obra. Boyce já ensinou prática de estúdio de Belas Artes por mais de trinta anos em várias faculdades de arte no Reino Unido.

## Prémios e reconhecimentos
Em 2022, Boyce ganhou o Leão de Ouro na Bienal de Veneza, pela melhor participação nacional, com o pavilhão do Reino Unido, pela sua exposição Feeling Her Way. Foi a primeria mulher negra a representar o país numa Bienal de Veneza, e apresentou uma instalação em que cinco mulheres negras cantavam a capella, e que pretende centrar-se na questão da "memória colectiva, e na resistência ao apagamento das vozes das mulheres negras dentro do sistema musical britânico".